# آساوباشوو
آساوباشوو (به لاتین: Asavbashevo) یک منطقهٔ مسکونی در روسیه است که در باشقیرستان واقع شده‌است.